# Potamogeton amplifolius
Potamogeton amplifolius är en nateväxtart som beskrevs av Edward Tuckerman. Potamogeton amplifolius ingår i släktet natar, och familjen nateväxter. Inga underarter finns listade.

## Bildgalleri

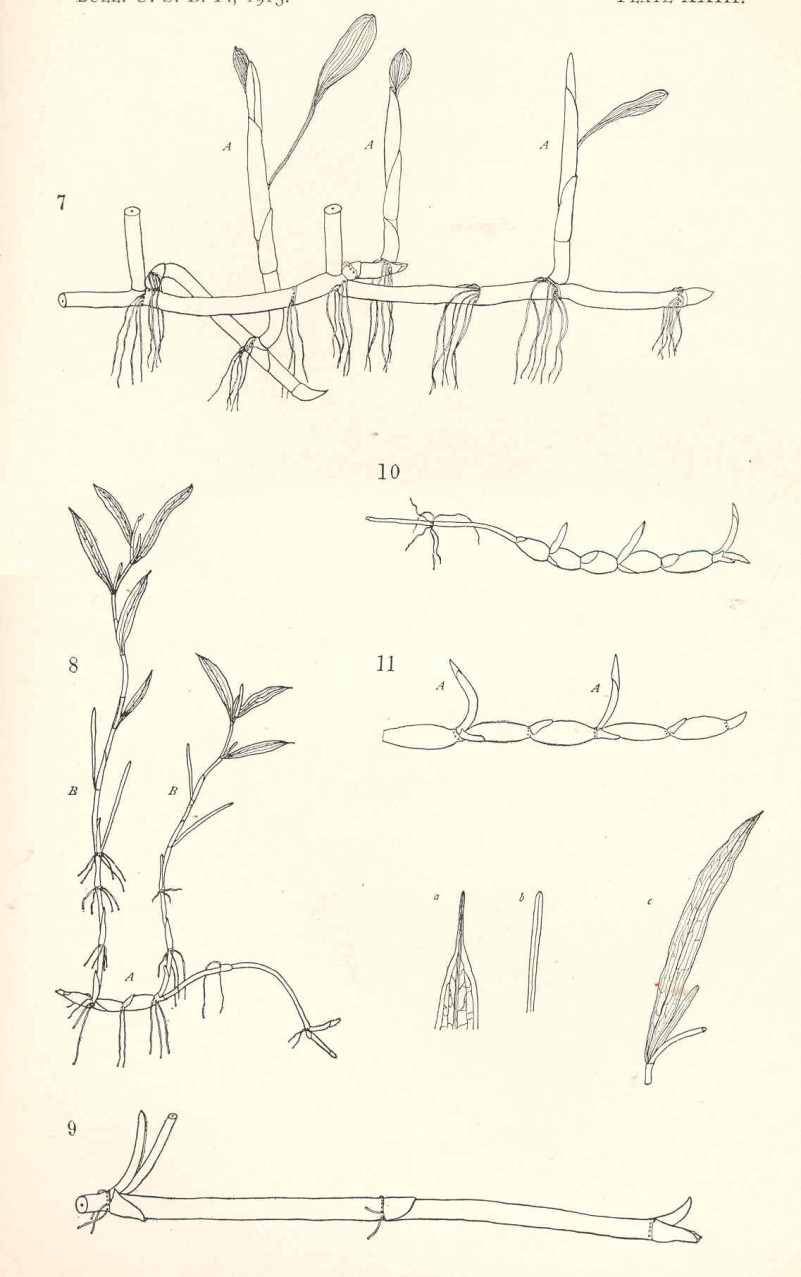
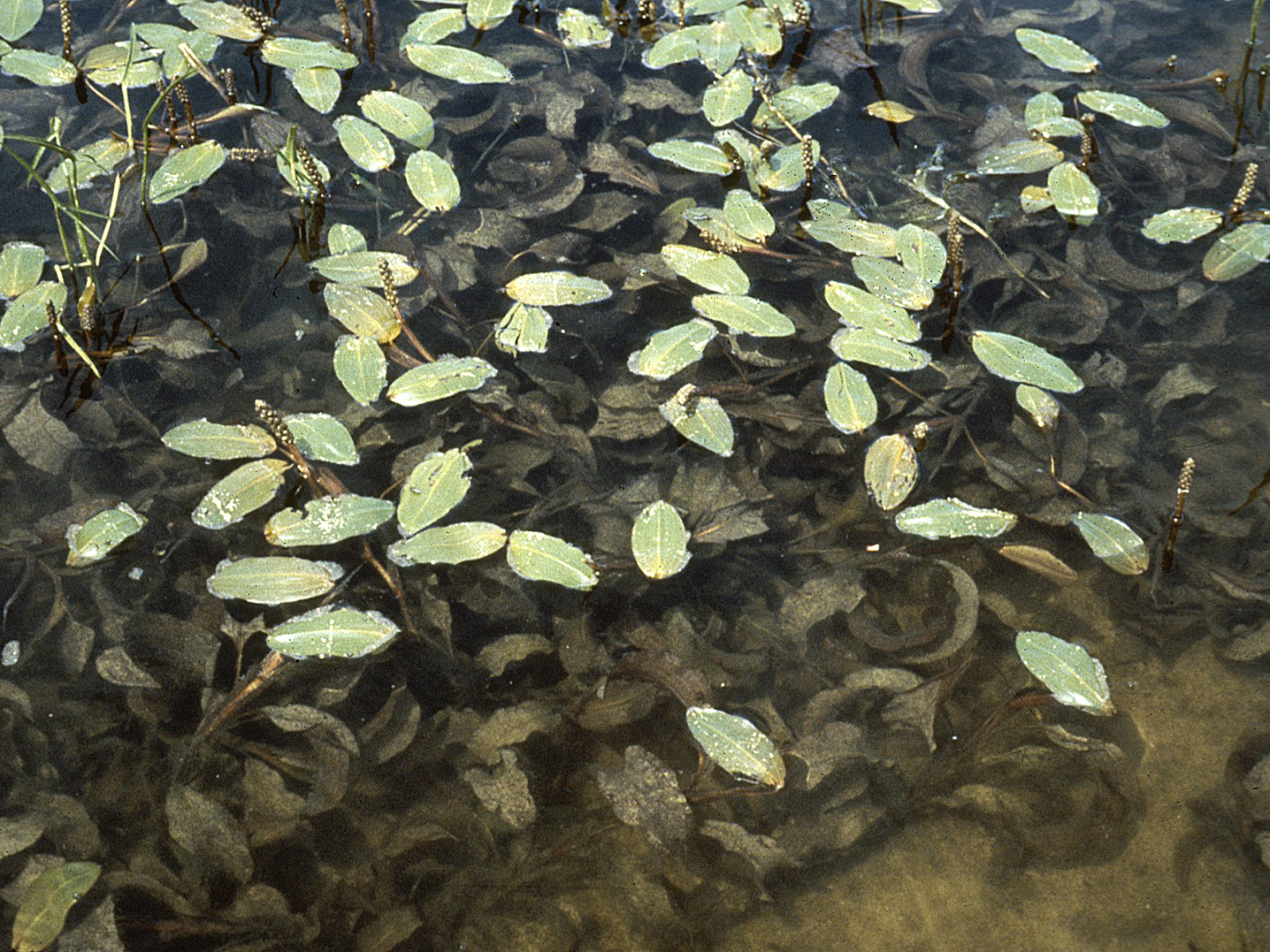